# Shaker sort
In informatica lo Shaker sort, noto anche come Bubble sort bidirezionale, Cocktail sort, Cocktail shaker sort, Ripple sort, Happy hour sort o Shuttle sort è un algoritmo di ordinamento dei dati sviluppato dalla Sun Microsystems. Lo shaker sort è sostanzialmente una variante del bubble sort: si differenzia da quest'ultimo per l'indice del ciclo più interno che, anziché scorrere dall'inizio alla fine, inverte la sua direzione ad ogni ciclo. Pur mantenendo la stessa complessità, ovvero O(n²), lo shaker sort riduce la probabilità che l'ordinamento abbia un costo corrispondente al caso peggiore.
Nota: la comprensione di quanto segue richiede di avere compreso il funzionamento generale del bubble sort.

## Pseudocodice
La forma più semplice dello shaker sort scorre l'intera lista ad ogni passaggio (di seguito viene riportato il caso di ordinamento discendente):
```
procedure
 shakerSort( A 
:
 lista di elementi da ordinare ) 
defined as:

  
do

    swapped := false
    
for each
 i 
in
 0 
to
 length( A ) - 2 
do:

      
if
 A[ i ] > A[ i + 1 ] 
then
 
// controlla se i 2 elementi sono in ordine errato

        swap( A[ i ], A[ i + 1 ] ) 
// scambia di posto i 2 elementi

        swapped := true
      
end if

    
end for

    
if
 swapped = false 
then

      
// se non si eseguono scambi, si può uscire dal ciclo più esterno

      
break do-while loop

    
end if

    swapped := false
    
for each
 i 
in
 length( A ) - 2 
to
 0 
do:

      
if
 A[ i ] > A[ i + 1 ] 
then

        swap( A[ i ], A[ i + 1 ] )
        swapped := true
      
end if

    
end for

  
while
 swapped 
// se non sono stati eseguiti scambi, allora la lista è ordinata

end procedure
```

Il primo passaggio verso destra spostera l'elemento più grande nella sua posizione corretta alla fine della lista, mentre il successivo passaggio verso sinistra sposterà l'elemento più piccolo nella sua posizione corretta all'inizio della lista.
Il secondo passaggio completo sposterà il secondo elemento più grande ed il secondo più piccolo nelle loro posizioni corrette, e così via: dopo "i" passaggi i primi "i" elementi e gli ultimi "i" elementi della lista saranno posizionati correttamente, e non sarà necessario ricontrollarli. Il numero di operazioni può essere ridotto accorciando la parte della lista che viene ordinata ad ogni passaggio. 
```
 
procedure
 cocktailSort( A 
:
 lista degli elementi da ordinare ) 
defined as:

  
// `begin` ed `end` segnano il primo e l'ultimo indice da controllare

  begin := -1
  end := length( A ) - 2
  
do

    swapped := false
    
// incrementa `begin` perché gli elementi prima di `begin` sono ordinati correttamente

    begin := begin + 1
    
for each
 i 
in
 begin 
to
 end 
do:

      
if
 A[ i ] > A[ i + 1 ] 
then

        swap( A[ i ], A[ i + 1 ] )
        swapped := true
      
end if

    
end for

    
if
 swapped = false 
then

      
break do-while loop

    
end if

    swapped := false
    
// decrementa `end` perché gli elementi dopo `end` sono ordinati correttamente

    end := end - 1
    
for each
 i 
in
 end 
to
 begin 
do:

      
if
 A[ i ] > A[ i + 1 ] 
then

        swap( A[ i ], A[ i + 1 ] )
        swapped := true
      
end if

    
end for

  
while
 swapped

end procedure
```

## Spiegazione
Il bubble sort ha una asimmetria intrinseca: i valori dell'array vengono spostati velocemente in un verso (e precisamente quello in cui procede la scansione dell'array durante una iterazione) e lentamente nell'altro verso. Per esempio, se l'array viene esaminato in avanti e i numeri vengono disposti in ordine crescente, i numeri grandi si sposteranno avanti velocemente, quelli piccoli si sposteranno indietro lentamente. Possiamo chiarire meglio questo concetto con questo esempio. Si consideri questo piccolo array:
```
15 4 10 11 2
```

Durante la prima iterazione il 15 viene ripetutamente spostato (vedi bubble sort), con il seguente risultato finale:
```
4 10 11 2 15
```

Si può quindi notare che nell'arco di una sola iterazione, il "15" (numero massimo che si trovava in prima posizione) ha attraversato l'intero array. Il "2", che si trovava in una situazione simmetrica (numero minimo in ultima posizione), ha invece percorso un solo passo verso la sua collocazione definitiva.
In generale, un numero destinato alla posizione N e inizialmente collocato alla posizione M, dove N<M, richiederà M-N iterazioni per giungere alla sua cella di destinazione. Se invece M<N, il suo spostamento sarà mediamente più rapido. Il caso particolare in cui il numero destinato alla prima posizione dell'array si trovi nell'ultima corrisponde a una situazione di "caso peggiore" del bubblesort, in cui saranno necessarie tutte le N-1 iterazioni dell'algoritmo per ottenere l'array ordinato.

## Etimologia
Il nome shaker sort (ordinamento "a shaker", con riferimento allo strumento per preparare i cocktail) suggerisce abbastanza chiaramente in cosa lo shaker sort modifichi il bubble sort. Anziché scorrere l'array sempre nello stesso verso (privilegiando quindi gli spostamenti di valori in quel verso), lo shaker sort semplicemente alterna una scansione in avanti e una all'indietro.
Tutte le ottimizzazioni e le varianti previste per il bubble sort sono applicabili, con i dovuti adattamenti, anche allo shaker sort.